# Colostygia scabrata
Colostygia scabrata är en fjärilsart som beskrevs av Jacob Hübner 1796/1799. Colostygia scabrata ingår i släktet Colostygia och familjen mätare. Inga underarter finns listade i Catalogue of Life.